# João Campos (atleta)
João José Pontes Campos (Albufeira, 22 de setembro de 1958) é um antigo atleta português, especialista em corridas de meio-fundo. Foi campeão mundial de pista coberta em 1985 de 3000 metros e esteve presente nos Jogos Olímpicos de 1980 e de 1984.

## Carreira
Fez os estudos secundários em Faro, onde começou a praticar atletismo. Participou nos Campeonatos Europeus de Juniores de 1979, em Bydgoszcz, na Polónia, terminando em nono lugar na final de 3000 metros. Nesse mesmo ano, ingressou no Sport Lisboa e Benfica, começando a treinar em Lisboa. 
Seleccionado para representar Portugal nos Jogos Olímpicos de 1980, em Moscovo, ficou em sétimo lugar nas semi-finais de 1500 metros, numa corrida ganha pelo britânico Steve Ovett. Ao longo dos anos seguintes, acabou por se especializar nesta distância, obtendo diversos títulos nacionais e participando em várias provas internacionais.